# Can Conill Gros
Can Conill Gros o Mas Saló és una masia a l'oest del terme municipal de Bordils (al Gironès).

## Masia
És una masia de planta rectangular, amb planta baixa, pis i golfes. Coberta de teula àrab a dues vessants. Parets de maçoneria, obertures exteriors emmarcades amb carreus i cantonades exteriors també del mateix material. La façana principal presenta una porta d'accés de reminiscències medievals amb brancals de pedra i llinda de fusta. Les finestres del pis presenten les mateixes característiques, però amb les llindes de pedra. La planta baixa és coberta amb voltes de rajola i el pis amb quadrats i rajola.
És interessant el barret exterior de la xemeneia, fet amb rajol i coberta cònica de morter.

## Porxo
El porxo és un edifici de planta rectangular amb murs de maçoneria que envolten el seu perímetre excepte per una cara, que queda oberta. Les cantonades són fetes amb carreus, el superior amb una mènsula que suporta el voladís de la teulada. L'estructura de la coberta és formada per una jàssera de fusta a sota el carener i que descansa sobre una columna amb capitell, molt esvelta, de pedra, i la paret posterior. També hi ha una altra jàssera de fusta, col·locada transversalment a l'anterior, donant-li suport en el punt central del cobert, evitant així la col·locació d'un altre pilar. La teulada va suportada per les dues parets laterals i la jàssera central i és formada per cairats, llates i teula àrab.
El carreu del porxo està situat a la cantonada dreta de la façana del porco. És una peça paral·lelepipèdica de pedra nummulítica de Girona. A la cara exterior hi ha cisellat un escut i orla ornamental amb figures i elements d'inspiració barroca, amb la data de 1705.